# Мій хлопець — кілер
«Мій хлопець — кілер» (англ. Mr. Right, «Містер Ідеал») — американський комедійний бойовик 2015 року; український прокат розпочався 18 серпня 2016 року.

## Про фільм
Комедійний бойовик «Мій хлопець – кілер» порадує любителів погонь, бійок і перестрілок. Про фільм вперше заговорили у 2011 році, тоді ж затвердили виконавців головних ролей. Анна Кендрік і Сем Роквелл не вперше грають разом, вони вже знімалися у фільмі «У пошуках вогню». Фільмування почалися в жовтні 2014 року в Новому Орлеані, штат Луїзіана, і тривали майже два місяці. Прем'єра комедії відбулася в рамках Міжнародного кінофестивалю в Торонто 19 вересня 2015 року.

## Сюжет
Марта (Анна Кендрік) відчайдушно намагається знайти свою любов, але з хлопцями їй зовсім не щастить. Та коли дівчина зустрічає Френсіса (Сем Роквелл), вона впевнена що кращого хлопця годі й шукати. Уважний, романтичний і сексуальний Френсіс насправді виявляється кілером, який вирішив зав'язати зі своєю професією. Але чи так це легко, як йому хотілося б? Френсіс і Марта нерозлучні, тож ховатися від охочих вбити екс-кілера їм доведеться вдвох.